# Windmühlenberg (Langen)
Der Windmühlenberg ist ein 91,7 m ü. NHN hoher Berg in Langen (Landkreis Emsland). Zugleich ist er höchster Punkt von Langen, des Emslandes und der Lingener Höhe.

## Lage
Der Windmühlenberg befindet sich in der Langener Bauerschaft Espel. Knapp westlich des höchsten Punktes des Berges liegt ein Vierländereck zwischen den Gemeinden Langen, Lengerich, Thuine und der Stadt Freren.
Auf dem Windmühlenberg befindet sich ein Wasserhochbehälter für die Trinkwasserversorgung der umliegenden Orte.